# Очеретянка ірацька
Очеретянка ірацька (Acrocephalus griseldis) — співочий птах з родини очеретянкових.
Зустрічається у Східному Іраку та в Ізраїлі. Вона мешкає у великих заростях папірусу і очерету.
Зимує в Східній Африці. Дуже рідко зустрічається в Європі.
У 2007 році гнізда цього виду були виявлені на півночі Ізраїлю.